# Sotlar
Sotlar je priimek več znanih Slovencev:
- Andrej Sotlar, varstvoslovec, prof. FVV
- Bert Sotlar (1921−1992), gledališki in filmski igralec
- Ciril Sotlar (? −1977), protifašist, prekomorec, družbeni delavec
- Franc Sotlar - Pavijan (1919−1985), generalmajor JLA, poveljnik divizije, predavatelj Višje vojaške akademije, izr. prof. FSPN
- Jaka Sotlar, seksolog
- Lidija Sotlar (r. Lipovž) (1929−2018), baletna plesalka in koreografinja
- Marko Sotlar, diplomat, generalni konzul v Porabju
- Miro Sotlar, gospodarstvenik, podpredsednik GZS
- Mitja Sotlar (*1979), hokejist
- Nejc Sotlar (*1985), hokejist
- Tine Soltar (*2003), košarkar
- Vojko Sotlar, oficir SV, vojaški alpinist